# Undertale
Undertale (estilizado como UNDERTALE) es un videojuego de rol en 2D de 2015 creado por el desarrollador independiente estadounidense Toby Fox. El jugador controla a un niño que ha caído al subsuelo: una gran región aislada bajo la superficie de la Tierra, separada por una barrera mágica. El jugador se encuentra con varios monstruos durante su viaje de regreso a la superficie, aunque algunos monstruos pueden involucrar al jugador en una pelea. El sistema de combate involucra al jugador navegando a través de los ataques mini bullet hell por parte del oponente. Se puede optar por pacificar y salvar a los monstruos o someterlos para matarlos. Estas elecciones afectan el juego, el diálogo, los personajes y la historia cambiando según las elecciones tomadas previamente.
Fuera de algunas ilustraciones, Fox desarrolló la totalidad del juego por sí mismo, incluido el guion y la música. Para crearlo se inspiró en varias fuentes, entre estas incluyen la serie de juegos de rol Brandish, Mario & Luigi y Mother, la serie de juego de disparos bullet hell Touhou Project, el juego de rol Moon: Remix RPG Adventure y el programa de comedia británico Mr. Bean. Originalmente, Undertale debía tener una duración de dos horas y estaba programado para ser lanzado a mediados de 2013. Sin embargo, el desarrollo se retrasó durante casi tres años.
El juego fue lanzado para Microsoft Windows y OS X en septiembre de 2015. También fue portado a Linux en julio de 2016, a PlayStation 4 y PlayStation Vita el 15 de agosto de 2017, Nintendo Switch en septiembre de 2018 y Xbox One en marzo de 2021. Ha sido aclamado por su material temático, sistema de combate intuitivo, partitura musical, originalidad, historia, diálogo y personajes. Además, vendió más de un millón de copias y fue nominado para múltiples elogios y premios. Varias publicaciones y convenciones de juegos incluyeron a Undertale como el juego del año, y desde entonces otros lo han incluido como uno de los mejores juegos de la década de 2010.

## Jugabilidad
Undertale es un juego de rol que utiliza una perspectiva de arriba hacia abajo. En el juego, los jugadores controlan a un niño y completan objetivos para avanzar en la historia. Los jugadores exploran un mundo subterráneo lleno de pueblos y cuevas donde deben resolver numerosos acertijos en su viaje. El mundo subterráneo es el hogar de monstruos, muchos de los cuales desafían al jugador en combate; los jugadores deciden si matarlos, huir o hacerse amigo de ellos. Las elecciones hechas por el jugador afectan radicalmente la trama y la progresión general del juego, con la moral del jugador actuando como la piedra angular para el desarrollo del juego.
Cuando los jugadores se encuentran con enemigos en eventos con guiones o encuentros aleatorios, entran en modo de batalla. Durante las batallas, los jugadores controlan un pequeño corazón que representa su alma, y deben evitar los ataques desatados por el monstruo enemigo similar a un videojuego bullet hell. A medida que avanza el juego, se introducen nuevos elementos, como obstáculos de colores y batallas de jefes que cambian la forma en que los jugadores controlan el corazón. Los jugadores pueden optar por atacar al enemigo, lo que implica presionar los botones cronometrados. Matar enemigos hará que el jugador gane EXP (lo que a su vez aumenta su LOVE) y oro. Pueden usar la opción ACT para realizar diversas acciones, que varían según el enemigo. Si el jugador usa las acciones correctas para responder al enemigo, o los ataca hasta que tengan un HP bajo (pero aún con vida), pueden elegir perdonarlos y terminar la lucha sin matarlos. Para que algunos encuentros con jefes se completen pacíficamente, se requiere que el jugador sobreviva hasta que el personaje al que se enfrentan haya terminado su diálogo. El juego presenta múltiples ramas de historia y finales dependiendo de si los jugadores eligen matar o perdonar a sus enemigos; y como tal, es posible pasar el juego sin matar a un solo enemigo.
Los monstruos hablarán con el jugador durante la batalla, y el juego les dirá a los jugadores cuáles son los sentimientos y las acciones del monstruo. Los ataques enemigos cambian en función de cómo los jugadores interactúan con ellos: si los jugadores eligen opciones no violentas, los ataques enemigos son fáciles, mientras que se vuelven difíciles si los jugadores eligen opciones violentas. El juego se basa en una serie de elementos metaficcionales tanto en su jugabilidad como en su historia. Cuando los jugadores participan en una batalla con los jefes por segunda ocasión, el diálogo se alterará dependiendo de las acciones jugadas anteriormente.

## Trama
La historia de Undertale toma lugar en el subsuelo, un reino en el que los monstruos fueron desterrados después de que la guerra empezase entre ellos y los humanos. El lugar fue sellado con una barrera mágica con el único punto de entrada en el Monte Ebott. El juego empieza con un niño que se ha caído al subsuelo. Se encuentra con Flowey, una flor que le enseña al joven la mecánica del juego y le incita a que suba su «LV», o «LOVE». Cuando Flowey intenta asesinar al humano para conseguir su alma, el humano es rescatado por una monstruo cabra con instinto maternal llamada Toriel, quien le enseña al niño cómo resolver puzzles y cómo resolver los conflictos en el mundo subterráneo sin matar a nadie. Ella le revelará su intención de adoptarlo para que viva con ella en las Ruinas para siempre, y así protegerlo de Asgore Dreemurr, el rey del subsuelo.
El humano finalmente abandona a Toriel para buscar el castillo de Asgore, que contiene la barrera que conduce al mundo de la superficie. En el camino, el humano se encuentra con varios monstruos, incluidos los esqueletos Sans y Papyrus, dos hermanos que actúan como centinelas del bosque Snowdin; Undyne, la jefa de la guardia real; Alphys, la científica real del reino; y Mettaton, un presentador de televisión robótico creado por Alphys. Algunos de ellos son combatidos, y el humano tiene que elegir entre matarlos o mostrar misericordia; si el humano los perdona, pueden optar por hacerse amigos. Durante sus viajes, el humano aprende la causa de la guerra entre humanos y monstruos. Asriel, el hijo de Asgore y Toriel, se hizo amigo del primer niño humano que cayó al subterráneo y fue adoptado por ellos. Un día, el niño se suicidó comiendo flores venenosas. Cuando Asriel devolvió su cuerpo a los humanos, lo atacaron y lo hirieron fatalmente, lo que provocó que Asgore declarara la guerra. Asgore ahora busca romper la barrera, lo que le obliga a recolectar siete almas humanas, de las cuales tiene seis.
El juego termina de diferentes maneras dependiendo de cómo el jugador haya interactuado con los monstruos en las batallas. Si el jugador mató a algunos pero no a todos los monstruos, el humano llega al castillo de Asgore y descubre que también necesita el alma de un monstruo para cruzar la barrera, lo que lo obliga a luchar contra Asgore. Sans detiene al humano antes de su confrontación, revelando que el "LOVE" del humano es un acrónimo de "nivel de violencia" y "EXP" de "puntos de ejecución". Sans juzga al humano basándose en la resolución combinada de los encuentros. El humano lucha contra Asgore, pero Flowey los interrumpe, matando a Asgore y robando las almas humanas. Con la ayuda de las almas rebeldes, el humano derrota a Flowey, cae inconsciente y se despierta en el lado humano de la barrera; recibe una llamada telefónica de Sans, explicando el estado del subsuelo después de la partida del humano. Este final se conoce como el final «Neutral», y tiene muchas llamadas telefónicas de epílogo diferentes dependiendo de cuántos monstruos hayan sido asesinados y a quién haya perdonado el jugador. Si Flowey sobrevive a la batalla de la ruta neutral, le dará una pista al jugador de cómo lograr el final verdadero.
Si el jugador, en cambio, no mata monstruos y ha completado una partida previa (en la ruta neutral) del juego, Flowey se revela como una reencarnación de Asriel, creada como parte de los experimentos de Alphys. Toriel interviene antes que el humano luche contra Asgore y se le unen los otros monstruos con los que se ha hecho amigo. Flowey embosca al grupo, volviendo a tomar todas las almas humanas y las almas de todos los monstruos para tomar la forma de un Asriel mayor para luchar contra el humano. El humano se conecta con sus nuevos amigos durante la pelea, finalmente triunfando. Asriel vuelve a su forma infantil, destruye la barrera y expresa su remordimiento a los demás antes de irse. El humano cae inconsciente y se despierta para ver a sus amigos rodeándolo, con el conocimiento del nombre del humano: Frisk. Los monstruos se reintegran con los humanos en la superficie, mientras que Frisk tiene la opción de aceptar a Toriel como su madre adoptiva. Esta ruta se conoce como la "ruta pacifista" o "ruta verdadera pacifista".
Otro final sobreviene si el jugador mata a todos los monstruos —conocida como la "ruta genocida"— En esta ruta Frisk llega al castillo de Asgore, Sans intenta detenerlo, pero Frisk lo mata. Flowey mata a Asgore en un intento de obtener misericordia, pero Frisk ejecuta a Flowey de todos modos. Esto da paso para que Chara, el primer humano caído y hermano adoptivo de Asriel asuma el control de la situación y, con o sin el consentimiento del jugador, destruye el universo. Para permitir más repeticiones del juego, Frisk primero debe entregar su alma a Chara a cambio de restaurar el universo, lo que alterará permanentemente cada ruta pacifista posterior.

## Desarrollo
Undertale fue desarrollado por Toby Fox durante 32 meses. El desarrollo se financió a través de una campaña de micromecenazgo en el sitio web Kickstarter. La campaña se lanzó el 25 de junio de 2013 con una meta de USD $5 000; y finalizó el 25 de julio de 2013 con USD $51 124 recaudados por 2 398 personas (1022.48% más de la meta original). La creación del juego se produjo después que Fox desarrollara un sistema de batalla utilizando el sistema de creación de juegos GameMaker: Studio. Quería desarrollar un juego de rol que fuera diferente del diseño tradicional, que a menudo encontraba «aburrido de jugar». Se propuso desarrollar un juego con «personajes interesantes», y que «utilizase el medio como un dispositivo de narración...en lugar de tener la historia y las abstracciones del juego completamente separadas».
Fox trabajó en todo el juego de forma independiente, además de parte del arte; decidió trabajar de forma independiente para evitar depender de otros. Fox tenía poca experiencia con el desarrollo de juegos; él y sus tres hermanos solían usar RPG Maker 2000 para hacer juegos de rol, aunque pocos fueron los que llegaron a completar. Fox también trabajó en varios ROM hacks de EarthBound mientras estaba en la escuela secundaria. Temmie Chang trabajó como su asistente artístico principal del juego, proporcionando la mayoría de los sprites y el arte conceptual. Fox ha dicho que el estilo artístico del juego probablemente seguiría siendo el mismo si tuviera acceso a un equipo más grande de artistas. Encontró que «hay un hilo psicológico que dice que el público se apega más a los personajes dibujados de manera simple que detallada», beneficiándose particularmente del uso de gags visuales dentro del arte.

### Diseño de juego
El segmento defensivo dentro del sistema de batalla se inspiró en Mario & Luigi series, así como en los shooters bullet hell como los de la serie Touhou Project. Cuando trabajaba en el sistema de batalla, Fox se propuso crear una mecánica que él personalmente disfrutaría. Quería que Undertale tuviera un sistema de batalla igualmente atractivo como Super Mario RPG: Legend of the Seven Stars (1996) y Mario & Luigi: Superstar Saga (2003). Fox no quería que el grind fuera necesario en ningún momento del juego, sino que la dejaba opcional para los jugadores. Tampoco deseaba introducir misiones de búsqueda, ya que implica retroceder, cosa que no le gusta. En cuanto a la dificultad del juego, Fox se aseguró que fuera fácil y divertida. Les pidió a algunos de sus amigos que no tenían experiencia con los bullet hell que probaran el juego y descubrió que podían completarlo. En su opinión, la dificultad del juego es óptima, sobre todo teniendo en cuenta las complicaciones que implica agregar otro nivel de dificultad.
Para el sistema de diálogo del juego se inspiró en Shin Megami Tensei (1992), particularmente la mecánica de juego mediante la cual los jugadores pueden hablar con los monstruos para evitar conflictos. Fox tenía la intención de expandir esta mecánica, ya que al no negociar con los monstruos es un requisito luchar para avanzar. «Quiero crear un sistema que satisfaga mis ganas de hablar con monstruos», dijo. Cuando comenzó a desarrollar esta mecánica, el concepto de completar el juego sin matar a ningún enemigo «simplemente evolucionó de forma natural». Sin embargo, nunca consideró eliminar la opción de luchar durante todo el desarrollo. Cuando se le preguntó sobre la dificultad de jugar el juego sin matar, Fox respondió que es «el meollo de uno de los temas principales de este juego», y pidió a los jugadores que lo pensaran ellos mismos. A pesar de no haberlo jugado, Fox se inspiró en los conceptos de Moon: Remix RPG Adventure (1997), que involucraba al jugador reparando el daño del «Héroe» y aumentando su «Love Level» ayudando a las personas en lugar de lastimarlas.

### Guion
Según Fox, para crear la idea de «estar atrapado en un mundo subterráneo» se inspiró en el videojuego Brandish. Fox fue parcialmente influenciado por la estupidez de la cultura de Internet, así como por programas de comedia como Mr. Bean. También se inspiró en la inquietante atmósfera de EarthBound. El deseo de Fox de «subvertir conceptos que no se cuestionan en muchos juegos» influyó aún más en el desarrollo de Undertale. Fox descubrió que la escritura se volvió más fácil después de establecer la voz y el estado de ánimo de un personaje. También sintió que la creación del mundo era un proceso natural, ya que expresaba las historias de quienes estaban dentro de él. También sintió la importancia de hacer que los monstruos del juego «se sientan como un individuo». Citó la serie Final Fantasy como lo contrario; «Todos los monstruos en juegos de rol como Final Fantasy son iguales...no tiene sentido».
El personaje de Toriel, que es uno de los primeros en aparecer en el juego, fue creado como una parodia de los personajes tutoriales. A Fox le disgustó mucho el uso del personaje compañero Fi en The Legend of Zelda: Skyward Sword, en el que las respuestas a los acertijos a menudo se revelaban temprano. Fox también sintió que los videojuegos de rol generalmente carecen de personajes maternos; en la serie Pokémon, así como en Mother y EarthBound, Fox sintió que las madres se usan como «símbolos en lugar de personajes». En respuesta, tuvo la intención que Toriel fuera «una madre que con suerte actúa como una" y que «se preocupara genuinamente» por las acciones de los jugadores.

### Música
La banda sonora del juego fue compuesta íntegramente por Fox con FL Studio. Siendo músico autodidacta, compuso la mayoría de las pistas con poca iteración; el tema principal del juego, Undertale fue la única canción que se sometió a múltiples iteraciones en el desarrollo. Para la banda sonora se inspiró en la música de los juegos de rol de Super NES, como EarthBound, así como en el webcomic Homestuck, para el que Fox proporcionó parte de la música. Fox también afirmó que trató de inspirarse en toda la música que escuchaba, particularmente en la de los videojuegos. Según Fox, más del 90% de las canciones se compusieron específicamente para el juego. «Megalovania», la canción utilizada durante la batalla con Sans, se había utilizado previamente en Homestuck y en uno de los ROM hacks de EarthBound de Fox. Para cada sección del juego, Fox compuso la música antes de la programación, ya que esto le ayudó a «decidir cómo debería ir la escena». Inicialmente intentó usar un rastreador de música para componer la banda sonora, pero le resultó difícil de usar. Finalmente, decidió reproducir segmentos de la música por separado y conectarlos en una pista. Para celebrar el primer aniversario del juego, Fox lanzó cinco obras musicales sin usar en su blog en 2016. Cuatro de las canciones del juego se lanzaron como contenido oficial descargable para la versión en Steam de la aplicación Groove Coaster publicada por Taito Corporation.
La banda sonora ha sido bien recibida por los críticos como parte del éxito del juego, en particular por el uso de varios leitmotivs para los diversos personajes utilizados en varias pistas. En particular, «Hopes and Dreams», el tema de jefe cuando se lucha contra Asriel en la ruta donde el jugador evita matar a cualquier monstruo, trae de vuelta la mayoría de los temas de los personajes principales y es «una manera perfecta de culminar su viaje», según Nadia Oxford de USgamer. Tyler Hicks de GameSpot comparó la música con Chiptunes.

## Lanzamiento
Undertale fue publicado el 15 de septiembre de 2015 para Microsoft Windows y OS X, y el 17 de julio de 2016 para GNU/Linux. Toby Fox ha expresado interés en lanzar este videojuego en otras plataformas, pero era incapaz de llevarlo a plataformas de Nintendo sin reprogramar todo el videojuego debido a la falta de soporte del motor para estas plataformas. Un parche fue lanzado en enero de 2016, arreglando errores y alterando la apariencia de los ataques azules para ayudar a jugadores daltonicos a que los vean mejor. Sony anunció durante el evento E3 2017 que Undertale estaría en PlayStation 4 y PlayStation Vita durante el tercer cuatrimestre de 2017. Estas versiones incluyen una localización japonesa, y lanzamientos en formato físico que son producidos por Fangamer. Estas versiones fueron publicadas el 15 de agosto de 2017. Se reveló el lanzamiento del juego para Nintendo Switch durante un Nintendo Direct de marzo de 2018, aunque no se dio una fecha de lanzamiento en ese momento; el lanzamiento de Undertale en Nintendo Switch destacó un acuerdo hecho entre Nintendo y YoYo Games para permitir a los usuarios de GameMaker Studio 2 exportar directamente sus juegos a la Nintendo Switch. La versión del juego en la Switch se lanzó el 15 de septiembre de 2018 en Japón, y el 18 de septiembre de 2018 en todo el mundo. Todos los puertos de la consola fueron desarrollados y publicados por el localizador japonés 8-4 en todas las regiones.
Se han lanzado otros medios y productos del juego, incluidas figuras de juguete y peluches basados en personajes del juego. La banda sonora oficial fue lanzada por el sello de música de videojuegos Materia Collective en 2015, simultáneamente con el lanzamiento del juego. Además, se han lanzado dos álbumes de versiones oficiales de Undertale; el álbum de metal/electrónico de 2015 Determination de RichaadEB y Ace Waters, y el álbum de jazz de 2016 Live at Grillby de Carlos Eiene, más conocido como insaneintherainmusic. Otro álbum de duetos de jazz basado en la banda sonora, Prescription for Sleep, fue interpretado y lanzado en 2016 por el saxofonista Norihiko Hibino y el pianista Ayaki Sato. El mismo año también se lanzó una edición en vinilo 2xLP de la banda sonora de Undertale, producida por Iam8bit. Dos libros de partituras y álbumes digitales oficiales titulados UNDERTALE Piano Collections, arreglados por David Peacock e interpretados por Augustine Mayuga Gonzales, fueron lanzados en 2017 y 2018 por Materia Collective. Un avatar Mii Fighter basado en Sans estuvo disponible para su descarga en el título crossover Super Smash Bros. Ultimate en septiembre de 2019, marcando el debut oficial del personaje como modelo 3D. Este avatar también agrega un nuevo arreglo de la canción «Megalovania» de Fox como pista musical. El director de Super Smash Bros., Masahiro Sakurai, señaló que Sans era una solicitud popular para aparecer en el juego. La música de Undertale también se agregó a Taiko no Tatsujin: Drum 'n' Fun! como contenido descargable.

### Deltarune
Después de burlarse de algo relacionado con Undertale un día antes, Fox lanzó el primer capítulo de Deltarune el 31 de octubre de 2018, para Windows y macOS de forma gratuita. Deltarune "no es el mundo del videojuego", según Fox, aunque los personajes y los escenarios pueden traer a la mente algo del mundo, y está "destinado a personas que han completado Undertale"; el nombre Deltarune es un anagrama de Undertale. Fox declaró que este lanzamiento es la primera parte de un nuevo proyecto y consideró el lanzamiento como un "programa de encuestas" para determinar cómo llevar el proyecto más lejos. Fox aclaró que Deltarune será un proyecto más grande que Undertale; además dijo que le tomó unos años crear el primer capítulo de Deltarune, mucho más de lo que le llevó completar la demostración de Undertale. Debido al alcance más amplio, prevé conseguir un equipo para ayudar a desarrollar Deltarune y no tiene un calendario anticipado de cuándo se completará. Una vez que el juego esté listo, Fox lanzará el juego como un paquete completo. Fox planea que Deltarune tenga solo un final, independientemente de las elecciones que haga el jugador en el juego.

## Recepción
Undertale suscito inmediatamente un gran interés por parte de la prensa especializada, convirtiéndose rápidamente en un videojuego de culto a ojos de numerosas publicaciones. El recopilador de reseñas Metacritic calcula una calificación promedio de 92 sobre 100, basada en 42 reseñas. Metacritic lo clasifica como el tercer videojuego con mayor clasificación para Windows lanzado en 2015, y entre el top 50 de todos los tiempos. Las alabanzas estuvieron dirigidas particularmente a la escritura del videojuego, a los personajes únicos, y al sistema de combate. Tyler Hicks, de GameSpot, declaró que era "uno de los RPGs más progresivos e innovadores que hayan salido en mucho tiempo", y Kallie Plagge, de IGN, lo denominó como "una experiencia creada con una maestría artesanal". A finales de 2015, en un análisis preliminar hecho por Steam Spy, Undertale fue uno de los más reclamados en Steam, con 530.343 copias vendidas. A principios de febrero de 2016, el videojuego había superado el millón de copias vendidas.
Daniel Tack de Game Informer llamó al sistema de combate del videojuego "increíblemente matizado", comentando la singularidad de cada encuentro enemigo. Austin Walker de Giant Bomb elogió la complejidad del combate, comentando que es "poco convencional, inteligente y ocasionalmente realmente difícil". Ben "Yahtzee" Croshaw de The Escapist elogió la habilidad del videojuego para mezclar "elementos del combate por turnos y en vivo de una manera que realmente funcione". Plagge de IGN elogió la capacidad de evitar el combate, optando por las conversaciones amistosas en cambio. Jesse Singal, de The Boston Globe, encontró que la habilidad del videojuego para hacer que el jugador simpatice con los monstruos durante el combate si optaba por acciones no violentas era "indicativo de la dulzura más amplia y fundamental en el núcleo" de Undertale. En otros sitios como PC Invasion, obtiene 10/10 y añaden: "Entretenido, sorprendente, un quebradero de cabeza: Undertale es un trabajo hecho con amor que inspira exactamente esa emoción".
Los reseñantes elogiaron la escritura y la narrativa del videojuego, con Plagge de IGN que la llamaba "excelente". Croshaw de The Escapist consideró a Undertale el videojuego mejor escrito de 2015, escribiendo que es "por un lado hilarante... y es también, al final, más sentido". Ben Davis de Destructoid elogió los personajes del videojuego y el uso de la comedia, y además comparó su tono, personajes y narrativa con Cave Story (2004). Richard Cobbett, de PC Gamer, hizo comentarios similares, escribiendo que "incluso sus momentos más débiles... simplemente como que funcionan". Ned Price de Breitbart elogió el "alma y encanto" que el videojuego transmite a través de su escritura, pero señaló que el diálogo a menudo "bordea el humor aleatorio incómodo".
La apariencia visual del videojuego recibió reacciones mezcladas. Walker de Giant Bomb lo llamó "simple, pero comunicativo". Plagge de IGN escribió que el videojuego "no es siempre bonito" y "a menudo feo", pero sintió que la música y las animaciones lo compensan. Price de Breitbart denominó a su aspecto artístico "soso y no en el mismo nivel de detalle que el diseño excelente de los personajes", y Crashaw de The Escapist observó que "oscila entre básico y funcional a simple llanamente malo." Otros críticos apreciaron los gráficos: Daniel Tack de Game Informer sintió que las imágenes coincidían adecuadamente con los personajes y ambientes, mientras que Richard Cobbett de PC Gamer elogió la capacidad de las imágenes para transmitir emoción.

## Impacto cultural

### Fandom

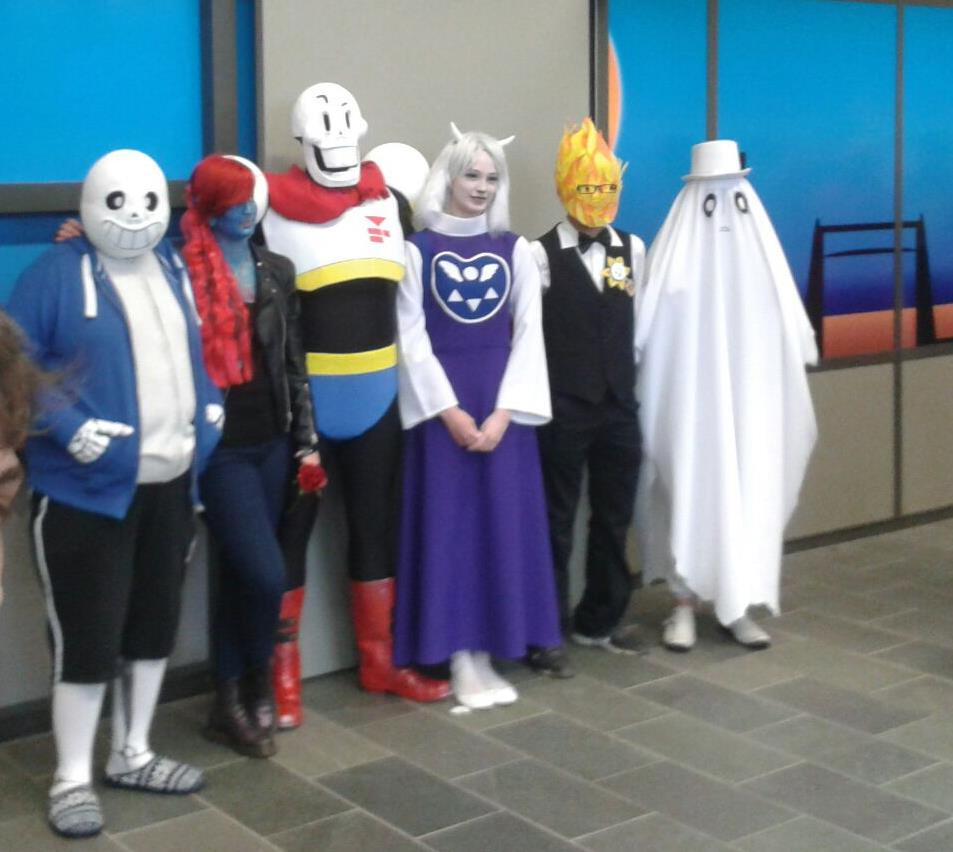
Cosplayers que representan (de izquierda a derecha) a Sans, Undyne, Papyrus, Toriel, Grillby y Napstablook.

Aproximadamente un año después del lanzamiento, Fox comentó que estaba sorprendido por la popularidad del juego y, aunque agradeció la atención, lo encontró estresante. Fox dijo: «No me sorprendería si nunca volviera a hacer un juego tan exitoso. Sin embargo, eso está bien para mí». El personaje Sans ha sido bien recibido por los jugadores, siendo objeto de muchos trabajos de fans. El luchador profesional Kenny Omega ha expresado su amor por Undertale, vistiéndose como Sans para el episodio del 30 de octubre de 2019 de All Elite Wrestling: Dynamite. La incorporación de Sans como disfraz de luchador Mii en Super Smash Bros. Ultimate obtuvo comentarios positivos de los fanáticos, aunque The Commonwealth Times consideró que su incorporación era un «problema potencial» debido a la disminución del factor de nostalgia por cada nuevo personaje y al tamaño cada vez mayor de la lista.
La base de fanáticos del juego también ha sido objeto de controversia, lo que le ha llevado a ganar una reputación negativa. Después del lanzamiento del juego, algunos streamers fueron acosados por fanes por matar enemigos en el juego e intentar la ruta «genocida». El YouTuber Markiplier se negó a completar su reproducción inicial del juego, afirmando que «no se estaba divirtiendo» debido a las demandas de los fanáticos.»
En julio de 2016, durante una cumbre sobre Internet celebrada en el Vaticano, la personalidad de YouTube MatPat le regaló una copia de Undertale al Papa Francisco. MatPat explicó su elección del regalo haciendo referencia al estado del año 2016 como el Jubileo Extraordinario de la Misericordia y conectando esto con el tema general de la misericordia de Undertale. Más tarde, en enero de 2022, una compañía de circo actuó frente al Papa durante su audiencia semanal en el Vaticano con la melodía de «Megalovania», estableciendo paralelismos con el regalo simbólico del juego de MatPat al Papa Francisco.

### Reconocimientos
El juego apareció en varias listas de fin de año de los mejores juegos de 2015, recibiendo los premios "Game of the Month" y "Funniest Game for PC" por parte de Rock, Paper, Shotgun, "Best Game Ever" de GameFAQs, y juego del año para PC de The Jimquisition, Zero Punctuation, e IGN. También recibió el premio al Mejor Juego de PC de Destructoid, el "Premio a la Innovación Cultural Matthew Crump" y el "Juego de Financiamiento Más Completo" de los SXSW Gaming Awards; y el premio al "Juego de Rol original" de la Academia Nacional de Revisores Comerciales de Videojuegos.
Undertale obtuvo premios y nominaciones en una variedad de categorías con elogios por su historia, narrativa y juego de roles. En los premios "IGN's Best of 2015", el juego recibió a la "Mejor historia". En 2016, Undertale fue nominado para el Premio a la Innovación, Mejor Debut y Mejor Narrativa en los Game Developers Choice Awards. En 2016, en el Independent Games Festival, el juego ganó el "Premio del Público" y obtuvo tres nominaciones a la "Excelencia en Audio", "Excelencia en Narrativa" y el "Gran Premio Seumas McNally". El mismo año, en los Steam Awards, el juego recibió una nominación para el premio "No estoy llorando, hay algo en mi ojo". Polygon nombró el juego entre los mejores de la década. En 2021, IGN incluyó a Undertale como el vigésimo mejor juego de todos los tiempos, mientras que en Japón, una encuesta nacional de TV Asahi con más de 50 000 jugadores incluyó el juego como el decimotercer mejor juego de todos los tiempos.
| Premio                                 | Fecha de ceremonia      | Categoría                                               | Resultado  | Ref(s).         |
| -------------------------------------- | ----------------------- | ------------------------------------------------------- | ---------- | --------------- |
| 12th British Academy Games Awards      | 7 de abril de 2016      | Historia                                                | Nominado   | [ 114 ] [ 115 ] |
| 19th D.I.C.E. Awards                   | 18 de febrero de 2016   | Logro excepcional en la dirección del juego             | Nominado   | [ 116 ]         |
| 19th D.I.C.E. Awards                   | 18 de febrero de 2016   | D.I.C.E. Sprite premio                                  | Nominado   | [ 116 ]         |
| 19th D.I.C.E. Awards                   | 18 de febrero de 2016   | Juego de rol/Multijugador masivo del año                | Nominado   | [ 116 ]         |
| Dragon Awards                          | 11 de agosto de 2016    | Mejor juego de consola/PC de ciencia ficción o fantasía | Nominado   | [ 117 ]         |
| Global Game Awards                     | 27 de noviembre de 2015 | Mejor Indie                                             | Subcampeón | [ 118 ]         |
| The Game Awards 2015                   | 3 de diciembre de 2015  | Mejor Juego Independiente                               | Nominado   | [ 119 ]         |
| The Game Awards 2015                   | 3 de diciembre de 2015  | Juegos para cambio                                      | Nominado   | [ 119 ]         |
| The Game Awards 2015                   | 3 de diciembre de 2015  | Mejor juego de rol                                      | Nominado   | [ 119 ]         |
| 2016 Game Developers Choice Awards     | 16 de marzo de 2016     | Premio a la Innovación                                  | Nominado   | [ 107 ]         |
| 2016 Game Developers Choice Awards     | 16 de marzo de 2016     | Mejor Debut                                             | Nominado   | [ 107 ]         |
| 2016 Game Developers Choice Awards     | 16 de marzo de 2016     | Mejor Narrativa                                         | Nominado   | [ 107 ]         |
| 2016 Independent Games Festival Awards | 16 de marzo de 2016     | Gran Premio Seumas McNally                              | Nominado   | [ 120 ]         |
| 2016 Independent Games Festival Awards | 16 de marzo de 2016     | Excelencia en Audio                                     | Nominado   | [ 120 ]         |
| 2016 Independent Games Festival Awards | 16 de marzo de 2016     | Excelencia en Narrativa                                 | Nominado   | [ 120 ]         |
| 2016 Independent Games Festival Awards | 16 de marzo de 2016     | Premio del público                                      | Ganador    | [ 108 ]         |
| 2016 SXSW Gaming Awards                | 19 de marzo de 2016     | Juego del año                                           | Nominado   | [ 121 ]         |
| 2016 SXSW Gaming Awards                | 19 de marzo de 2016     | Excelencia en Jugabilidad                               | Nominado   | [ 121 ]         |
| 2016 SXSW Gaming Awards                | 19 de marzo de 2016     | Nueva Propiedad Intelectual más Prometedora             | Nominado   | [ 121 ]         |
| 2016 SXSW Gaming Awards                | 19 de marzo de 2016     | El juego de financiación colectiva más satisfactorio    | Ganador    | [ 104 ]         |
| 2016 SXSW Gaming Awards                | 19 de marzo de 2016     | Premio a la innovación cultural Matthew Crump           | Ganador    | [ 104 ]         |
| NAVGTR Awards                          | 21 de marzo de 2016     | Juego de rol original                                   | Ganador    | [ 105 ]         |
| NAVGTR Awards                          | 21 de marzo de 2016     | Puntuación original Light Mix, New IP                   | Nominado   | [ 105 ]         |
| NAVGTR Awards                          | 21 de marzo de 2016     | Diseño del juego, New IP                                | Nominado   | [ 105 ]         |